# Gedenkstein für die Opfer des Floßunglücks vom 21. Mai 1907

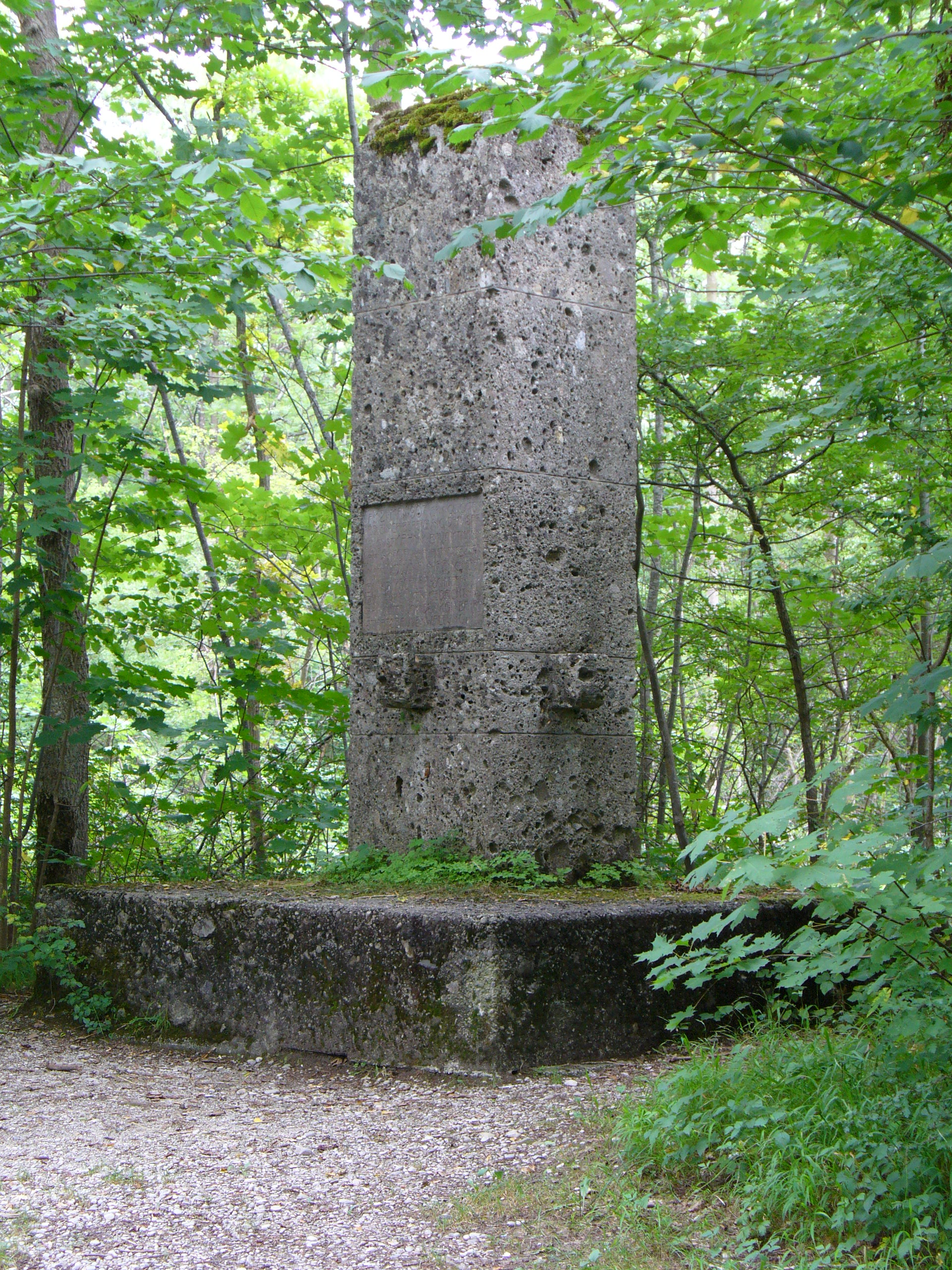
Gedenkstein für das Fährunglück an der Isar 1907

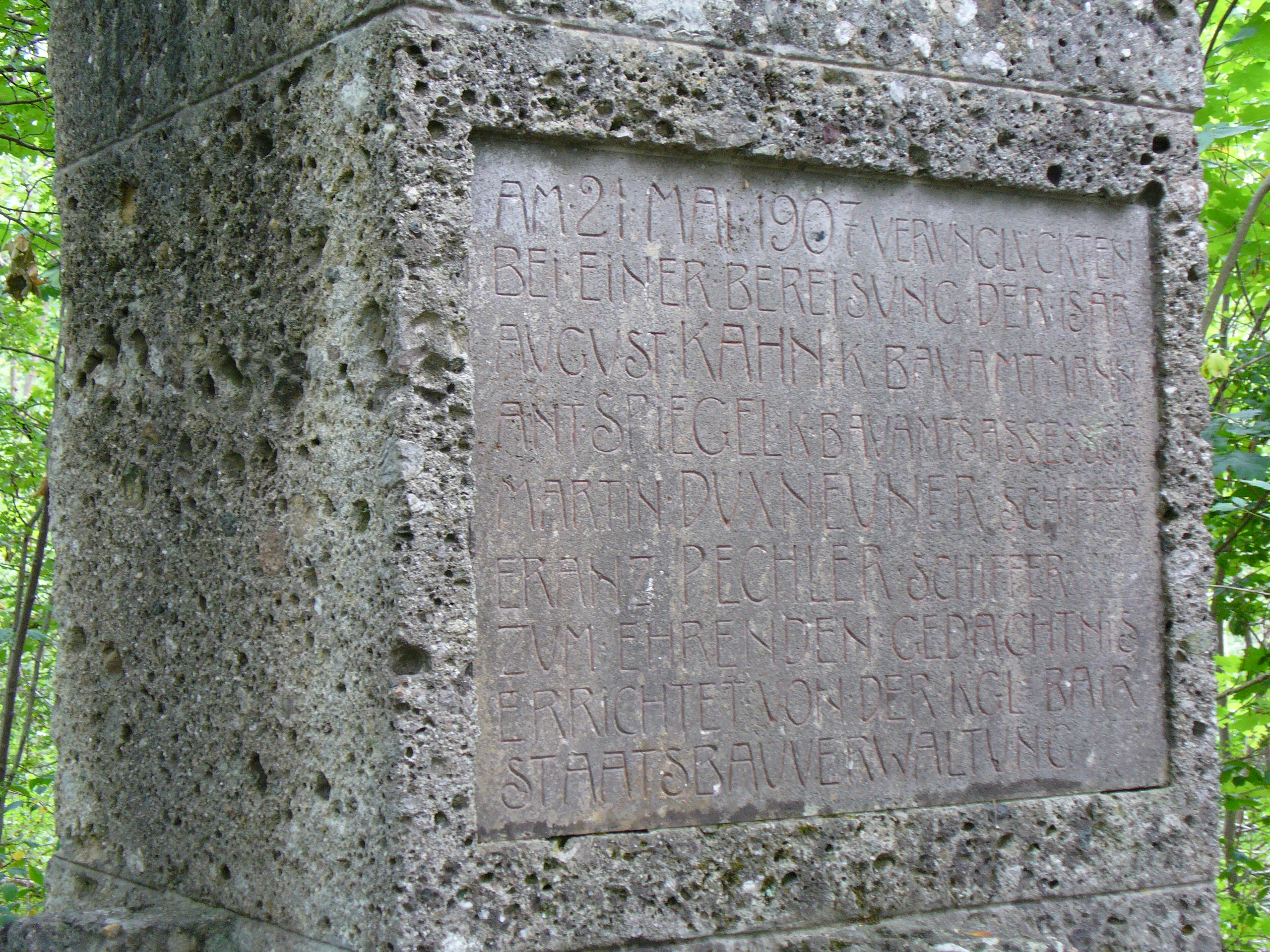
Tafel auf dem Gedenkstein für das Fährunglück an der Isar 1907

Der denkmalgeschützte Gedenkstein für die Opfer des Floßunglücks vom 21. Mai 1907 ist ein etwa vier Meter hoher Quader aus Muschelkalk. Das Denkmal befindet sich am rechten Hochufer der Isar, etwa auf halber Höhe zwischen Ismaning (Oberbayern) und dem Ismaninger Ortsteil Fischerhäuser bei Flusskilometer 132,3 (Aktennummer D-1-84-130-23).
Es erinnert an den Tod von vier Männern, die während einer Floßfahrt auf der Isar an einer Stromschnelle verunglückten und dabei ertranken. Zwei der Männer waren Beamte der Königlich-Bayrischen Staatsbauverwaltung. Dieses Amt war es auch, das den Stein im Andenken an seine beiden Mitarbeiter errichten ließ.
An der der Isar zugewandten Seite ist eine Steinplatte angebracht, auf der zu lesen steht:
Am 21. Mai 1907 verunglückten bei einer Bereisung der Isar August Kahn, kgl. Bauamtmann, Anton Spiegel, kgl. Bauamtsassessor, Martin Duxneuner, Schiffer, und Franz Pechler, Schiffer. Zum ehrenden Gedächtnis errichtet von der Kgl. Bair. Staatsbauverwaltung.